# To Drink from the Night Itself
To Drink from the Night Itself nadolazeći je šesti studijski album melodičnog death metal sastava At the Gates. Album će 18. svibnja 2018. godine objaviti diskografska kuća Century Media Records. Prvi je album grupe s gitaristom Jonasom Stålhammarom i prvi bez gitarista osnivača Andersa Björlera, koji je napustio skupinu u ožujku 2017. godine.

## Popis pjesama
Tekstovi: Tomas Lindberg, glazba: Jonas Björler.
| 1.    | »Der Widerstand« (Otpor)         | 1:28 |
| 2.    | »To Drink from the Night Itself« | 3:30 |
| 3.    | »A Stare Bound in Stone«         | 4:08 |
| 4.    | »Palace of Lepers«               | 4:05 |
| 5.    | »Daggers of Black Haze«          | 4:42 |
| 6.    | »The Chasm«                      | 3:21 |
| 7.    | »In Nameless Sleep«              | 3:37 |
| 8.    | »The Colours of the Beast«       | 3:50 |
| 9.    | »A Labyrinth of Tombs«           | 3:30 |
| 10.   | »Seas of Starvation«             | 3:56 |
| 11.   | »In Death They Shall Burn«       | 3:59 |
| 12.   | »The Mirror Black«               | 4:42 |
| 44:48 |                                  |      |

## Zasluge
At the Gates
- Tomas Lindberg – vokali
- Jonas Björler – bas-gitara
- Martin Larsson – gitara
- Jonas Stålhammar – gitara
- Adrian Erlandsson – bubnjevi

Ostalo osoblje
- Russ Russell – produkcija
- Costin Chioreanu – naslovnica